# ラルス・ソンク

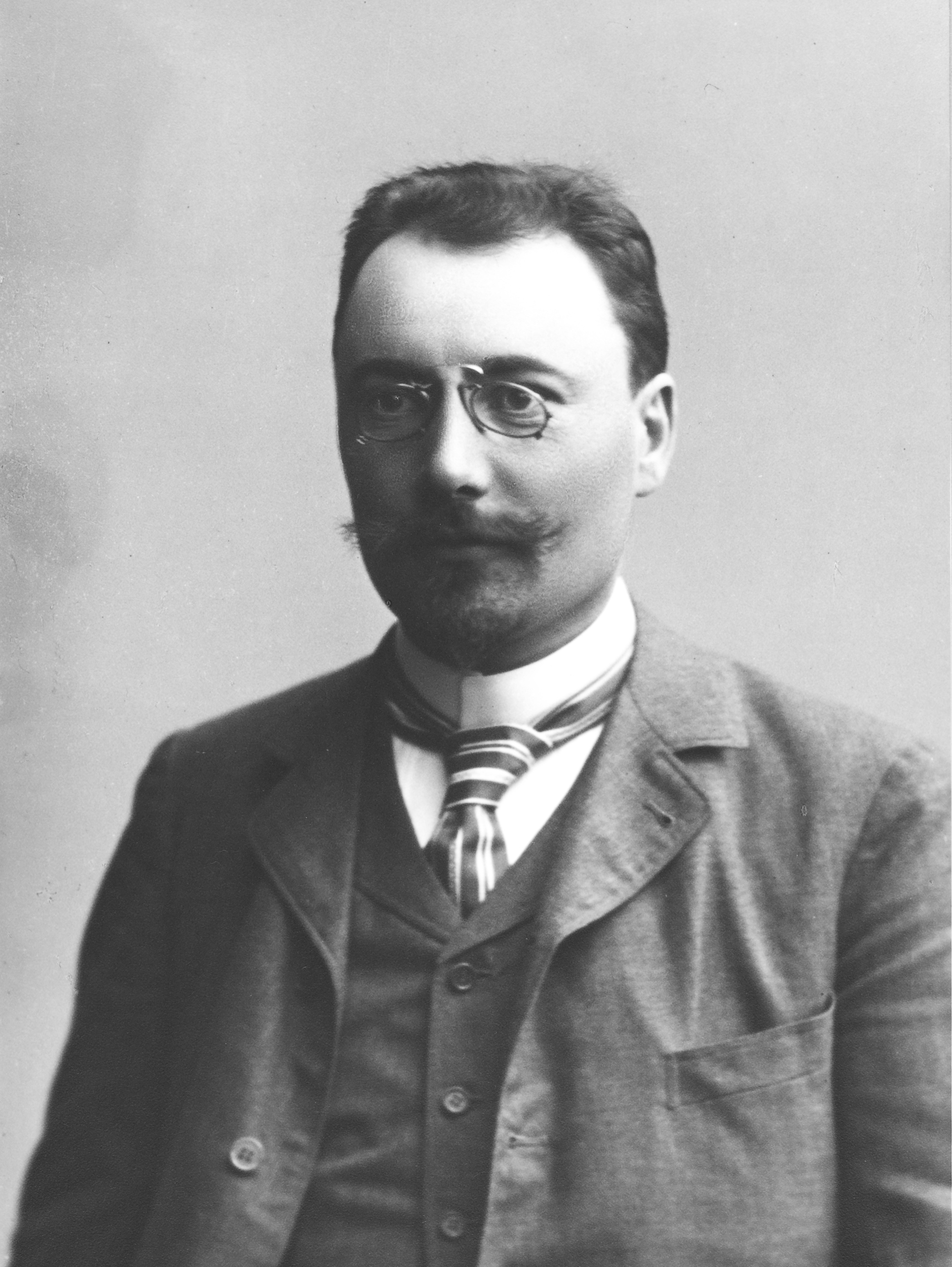
ラルス・ソンク

ラルス・エリエル・ソンク （Lars Eliel Sonck、1870年8月10日 - 1956年3月14日）は、フィンランドの建築家。都市計画家。
父親は牧師で、母親は代議士の娘だった。9人兄弟の末っ子で、1878年に一家はオーランド諸島へ移住しその地で少年時代を過ごす。
その後トゥルク工業学校の建築学科に在籍し、しばらくして技術短期大学、さらにヘルシンキ工科大学に進学し1894年に卒業。在学中にトゥルク教会建築設計競技で最優秀賞を受賞。その後多数の建築作品を生み出す。1930年に、フィンランド建築家協会最初の名誉会員となっている。

## 作品
（建築）
- ユーゲンサリ・ホール 1899年
- メルニコフハウス、モスクワ、1927年
- ルサコフクラブ、モスクワ、1927年-1929年
- パリ万博ソ連パビリオン、1925年
- タンペレ大聖堂 、1902年
- カリオ教会、1912年
- ログの別荘 1904年
- オーランド諸島の自分の別荘 1895年
- SKOGSHYDDAN オーランド諸島 1890年
- トゥルク 1904年完成
- ミカエルアグリコラ教会 ヘルシンキ 1935年
- ヘルシンキ電話会社の建物　1905年
- エイラ病院
- ヘルシンキ証券取引所（ナスダック・ヘルシンキ）
- ヴィラKULTARANTA（現フィンランド大統領離宮）

（都市計画）
- 1899年、ヘルシンキ市内中心部
- 1899年、Töölö地区計画
- 1906年、エイラ計画・開発計画案
- 1906年、トゥルク都市計画設計競技3位
- 1907年、ヘルシンキ・クロッサリー地区計画
- 1912年、ラウマ街区変更計画
- 1918年、オーランド諸島マリーハムン都市再整備計画